# Всего шесть чисел: Главные силы, формирующие Вселенную
«Всего шесть чисел: Главные силы, формирующие Вселенную» (англ. Just Six Numbers: The Deep Forces That Shape the Universe) — научно-популярная книга британского космолога и астрофизика Мартина Риса (англ. Martin Rees) о фундаментальных силах, которые управляют нашей Вселенной. Опубликована в 1999 году; русский перевод 2018 года.

## Об авторе
Мартин Рис родился в 1942 году в Англии. Выпускник Кембриджского университета. В 1967 году Мартин Рис получил степень PhD. Преподавал в Кембридже, Сассекском университете, Принстоне и Гарварде. Занимался изучением черных дыр, гамма-всплесков, реликтового излучения, квазаров. В 2005—2010 годах был президентом Королевского общества.

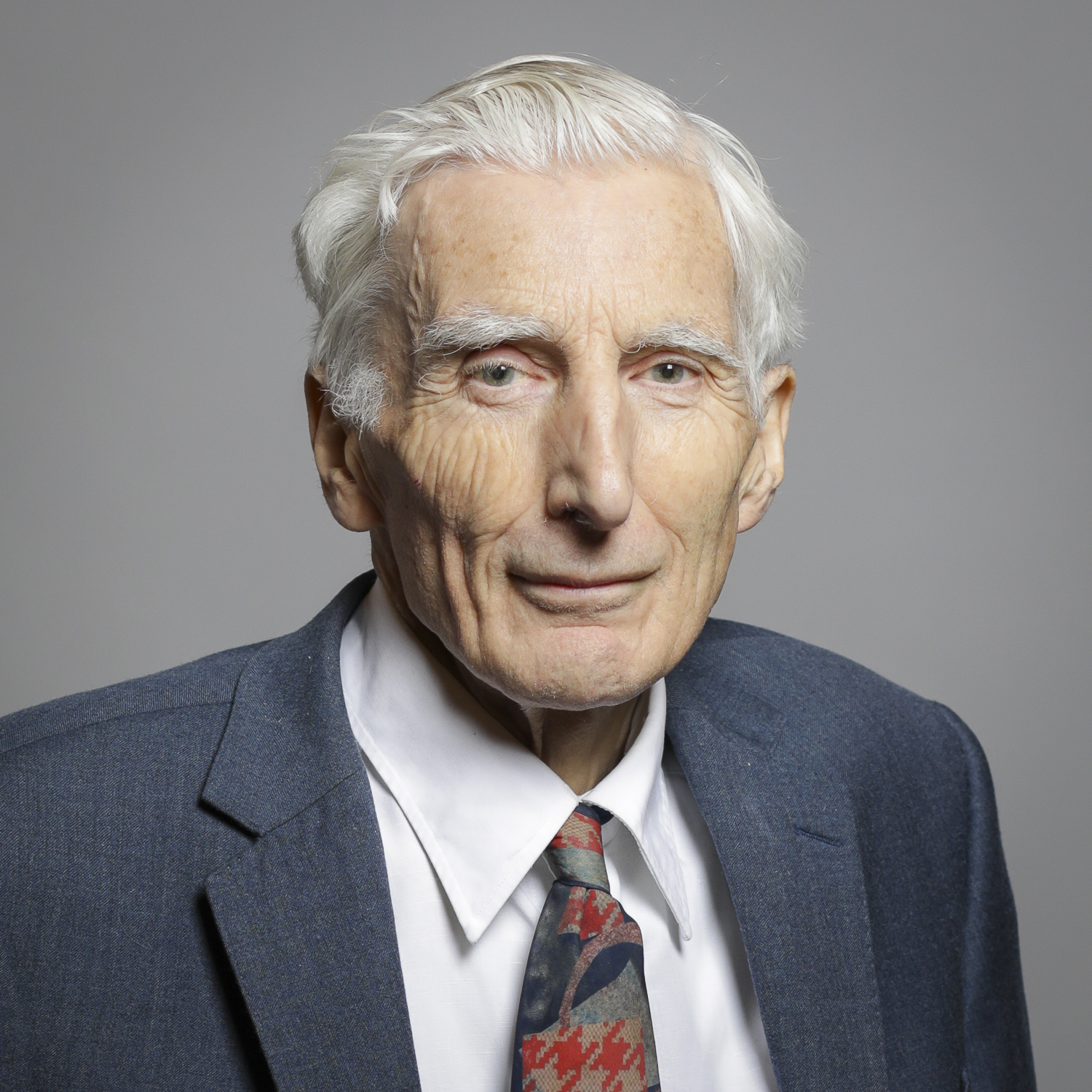
Мартин Рис

## Содержание
Автор утверждает, что только шесть чисел — N, ε, Ω, λ, Q, D[прояснить] — необходимы для определения расширяющейся Вселенной. Каждое из этих чисел играет важную роль в её эволюции, а все вместе определяют развитие Вселенной. Эти числа определяют размер Вселенной, общую структуру, говорят о сроках существования Вселенной, раскрывают её свойства.

## Отзывы
«Just Six Numbers предлагает читателю гораздо больше, чем просто 6 чисел. Рис использует прием точной настройки этих «6 чисел» от космологической постоянной до отношения электрической и гравитационной сил между электронами, как нитей, плетущих сказку формирования нашей Вселенной несколькими фундаментальными взаимодействиями и концепциями».
По мнению физика Эдварда Колба, факты, изложенные в книге, доступны для понимания широкому кругу читателей, и подойдут для тех, кто не является специалистом в данной теме, хотя и профессионалам эта книга будет интересна. На протяжении всей книги автор обобщает несопоставимые факты в достаточно убедительное и единое целое. Мартин Рис рассказывает про звёздный нуклеосинтез, черные дыры, гравитационную энтропию, размерность пространства, развитие разума в нашей биосфере и стрелу времени. Рис считает, что некоторые из предметов, освещенных в книге, через несколько лет получат фундаментальное развитие. В своей книге автор делает акцент на том, что он только в общих чертах обрисовал взгляд на Вселенную, но многое может меняться по мере проработки деталей. Это никак не повлияет на фундаментальные идеи — они никак не изменятся. Мартин Рис с уверенность рассуждает о существовании других вселенных за пределами нашего космического горизонта и представляет свою точку зрения на этот вопрос, но при этом справедливо отзывается о других мнениях. Хотя Мартин Рис не упоминает спорный антропный принцип, он предоставляет качественное и сбалансированное обсуждение этой концепции.
Сила этой книги в том, что она обращается к самой глубокой загадке Вселенной - как получилось, что мы собрались здесь, чтобы задавать эти вопросы?Обозреватель The Gardian Тим Рэдфорд
Также Тим Рэдфорд заявляет, что несмотря на существование абсурдно большого количества востребованных книг о том, почему Вселенная именно такая, какая она есть, «Всего шесть чисел» может стать его любимой книгой, благодаря тому, что её основная идея очень проста, а структура ограничена, но богата возможностями, как и Вселенная, описанная в книге. Стиль автора простой и разговорный, без излишеств. Читатель не чувствует снисходительности или покровительственного тона, хотя автор книги — член Палаты лордов, магистр Тринити-колледжа и королевский астроном.

## Русский перевод
В 2018 году книга была переведена с английского на русский язык Викторией Краснянской и опубликована в издательстве «Альпина нон-фикшн». Научный редактор книги — доктор физико-математических наук Сергей Попов.
В 2021 году книга получила высокие оценки экспертов российской программы «Всенаука» и попала в число книг, распространяемых бесплатно и легально.